# Stazione di Pavona
Stazione di Pavona vasútállomás Olaszországban, Albano Laziale településen.

## Vasútvonalak
Az állomást az alábbi vasútvonalak érintik:
- Róma–Velletri-vasútvonal

## Kapcsolódó állomások
A vasútállomáshoz az alábbi állomások vannak a legközelebb:
- Stazione di Cancelliera (Stazione di Velletri, FL4)
- Stazione di Santa Maria delle Mole (Stazione di Roma Termini, FL4)